# Мамедов, Сафаралы Гурбан оглы
Сафаралы Гурбан оглы Мамедов (азерб. Səfəralı Qurban oğlu Məmmədov; 16 октября 1963 — 16 февраля 1992) — сотрудник правоохранительных органов Республики Азербайджан, Национальный Герой Азербайджана (1992).

## Биография
Родился Сафаралы Мамедов 16 октября 1963 года в селе Сарчувар, Масаллинского района, Азербайджанской ССР. В 1981 году он завершил обучение в сельской школе и был призван на военную службу в ряды Советской армии. Служил в городе Минске. В 1983 году демобилизовался. Приехав в город Краснодар, он начинает работать в системе правоохранительных органов, в милиции, в отделе вневедомственной охраны. В 1990 году был направлен в Бакинскую специальную среднюю школу милиции. Завершив обучение и получив звание лейтенанта милиции, Сафаралы, несмотря на хорошее предложение работать в аэропорту города Баку, изъявил желание служить в Нагорном Карабахе.
Сафаралы Мамедов принимал участие в вооружённом конфликте на территории Агдамского района. Был  командиром взвода пост-патрульной службы в Агдамском РДИШ. Его свободное владение русским языком и светлый цвет волос помогали ему принимать участие в разведывательных работах на вражеской территории. Последний бой Мамедова произошёл 16 февраля 1992 года. В то время вражеские силы захватили азербайджанское село Карадаглы Ходжавендского района. Жителей убивали с особой жестокостью, трупы выбрасывали в силосные ямы. Отряд, возглавляемый Сафаралы Мамедовым, выдвинулся на помощь населению, но управляемая им бронемашина была обстреляна гранатами. Осколки попали в ручную гранату на поясе Мамедова. Мамедов получил несовместимые с жизнью ранения.
Женат не был. 

## Память
Указом Президента Азербайджанской Республики № 831 от 6 июня 1992 года Сафаралы Гурбан оглы Мамедову было присвоено звание Национального Героя Азербайджана (посмертно).
Похоронен в родном селе Сарчувар Масаллинского района.
Именем Национального Героя Азербайджана названы одна из улиц города Масаллы и средняя школа, в которой учился Сафаралы Мамедов.
Национальному герою Сафаралы Мамедову был посвящен документальный фильм. Картина "Qəhrəman polis" снята на студии "Yaddaş" по заказу министерства культуры и туризма Азербайджана. Режиссер фильма - Замин Мамедов.